# Нік Олей
Нік Олей (нід. Nick Olij, нар. 1 серпня 1995, Гарлем) — нідерландський футболіст, воротар клубу «Спарта» (Роттердам).
Виступав також за «НАК Бреда» та юнацькі збірні Нідерландів.

## Клубна кар'єра
Народився 1 серпня 1995 року в Гарлемі. Вихованець юнацьких команд клубу «Конінклейке», а з 2011 року — АЗ (Алкмар).
У дорослому футболі дебютував 2016 року виступами за команду «Йонг АЗ», в якій провів два сезони, взявши участь у 66 матчах чемпіонату. Паралельно залучався до заявки головної команди АЗ, за яку, утім, виходив на поле лише в одній грі на Кубок Нідерландів.
Протягом 2018—2019 років захищав на правах оренди кольори клубу «Осс», після чого на правах повноцінного контракту став гравцем іншого представника другої нідерландської ліги «НАК Бреда». У його складі провів наступні три роки своєї кар'єри як основним голкіпером команди.
Влітку 2022 року приєднався до роттердамської «Спарти», у складі якої нарешті дебютував в елітному нідерландському дивізіоні, відразу ставши стабільним гравцем стартового складу.

## Виступи за збірні
2012 року дебютував у складі юнацької збірної Нідерландів (U-17), загалом на юнацькому рівні взяв участь у 20 іграх, пропустивши 21 гол.

## Статистика виступів

### Статистика клубних виступів
Станом на 29 серпня 2022
| Сезон                 | Команда               | Чемпіонат             | Чемпіонат | Чемпіонат | Національний кубок | Національний кубок | Національний кубок | Континентальні кубки | Континентальні кубки | Континентальні кубки | Інші змагання | Інші змагання | Інші змагання | Усього | Усього |
| Сезон                 | Команда               | Ліга                  | Ігор      | Голів     | Ліга               | Ігор               | Голів              | Ліга                 | Ігор                 | Голів                | Ліга          | Ігор          | Голів         | Ігор   | Голів  |
| --------------------- | --------------------- | --------------------- | --------- | --------- | ------------------ | ------------------ | ------------------ | -------------------- | -------------------- | -------------------- | ------------- | ------------- | ------------- | ------ | ------ |
| 2016–17               | «Йонг АЗ»             | 2Д                    | 31        | -27       |                    | -                  | -                  |                      | -                    | -                    |               | -             | -             | 31     | -27    |
| 2017–18               | «Йонг АЗ»             | 1Д                    | 35        | -65       |                    | -                  | -                  |                      | -                    | -                    |               | -             | -             | 35     | -65    |
| Усього за «Йонг АЗ»   | Усього за «Йонг АЗ»   | Усього за «Йонг АЗ»   | 66        | -92       |                    | -                  | -                  |                      | -                    | -                    |               | -             | -             | 66     | -92    |
| 2016–17               | АЗ                    | ЕД                    | -         | -         | КН                 | 1                  | 0                  |                      | -                    | -                    |               | -             | -             | 1      | 0      |
| 2018–19               | «Осс»                 | 1Д                    | 30        | -33       | КН                 | 2                  | -2                 |                      | -                    | -                    |               | -             | -             | 32     | -35    |
| 2019–20               | «НАК Бреда»           | 1Д                    | 29        | -30       | КН                 | 5                  | -10                |                      | -                    | -                    |               | -             | -             | 34     | -40    |
| 2020–21               | «НАК Бреда»           | 1Д                    | 34+3      | -36 + -4  | КН                 | 0                  | 0                  |                      | -                    | -                    |               | -             | -             | 37     | -40    |
| 2021–22               | «НАК Бреда»           | 1Д                    | 38+2      | -45 + -4  | КН                 | 4                  | -8                 |                      | -                    | -                    |               | -             | -             | 44     | -57    |
| Усього за «НАК Бреда» | Усього за «НАК Бреда» | Усього за «НАК Бреда» | 101+5     | -111 + -8 |                    | 9                  | -18                |                      | -                    | -                    |               | -             | -             | 115    | -137   |
| 2022–23               | «Спарта»              | ЕД                    | 4         | -4        | КН                 | 0                  | 0                  |                      | -                    | -                    |               | -             | -             | 4      | -4     |
| Усього за кар'єру     | Усього за кар'єру     | Усього за кар'єру     | 175       | -221      |                    | 12                 | –                  |                      | -                    | -                    |               | -             | -             | 187    | -241   |

## Досягнення
ПСВ
- Володар Суперкубка Нідерландів: 2025[2]

Збірні
Нідерланди (U-17)
- Чемпіон Європи: 2012